# Marion County (Alabama)
Marion County ist ein County im Bundesstaat Alabama der Vereinigten Staaten. Der Verwaltungssitz (County Seat) ist Hamilton. Das County gehört zu den Dry Countys, was bedeutet, dass der Verkauf von Alkohol eingeschränkt oder verboten ist.

## Geographie
Das County liegt im Nordwesten von Alabama, grenzt im Westen an Mississippi und hat eine Fläche von 1926 Quadratkilometern, wovon sechs Quadratkilometer Wasserfläche sind. Es grenzt im Uhrzeigersinn an folgende Countys: Franklin County, Winston County, Walker County, Fayette County und Lamar County.

## Geschichte
Marion County wurde am 13. Februar 1818 gebildet. Benannt wurde es nach General Francis Marion aus South Carolina. 1820 wurde Hamilton zur Bezirkshauptstadt.
Zwei Bauwerke im County sind im National Register of Historic Places (NRHP) eingetragen (Stand 5. April 2020), das Ernest Baxter Fite House und die Pearce’s Mill.

## Demographische Daten

Alterspyramide des Marion County

Nach der Volkszählung im Jahr 2000 lebten im Marion County 31.214 Menschen. Davon wohnten 907 Personen in Sammelunterkünften, die anderen Einwohner lebten in 12.697 Haushalten und 9.040 Familien. Die Bevölkerungsdichte betrug 16 Einwohner pro Quadratkilometer. Ethnisch betrachtet setzte sich die Bevölkerung zusammen aus 94,76 Prozent Weißen, 3,63 Prozent Afroamerikanern, 0,29 Prozent amerikanischen Ureinwohnern, 0,20 Prozent Asiaten, 0,03 Prozent Bewohnern aus dem pazifischen Inselraum und 0,39 Prozent aus anderen ethnischen Gruppen; 0,70 Prozent stammten von zwei oder mehr Ethnien ab. 1,15 Prozent der Bevölkerung waren spanischer oder lateinamerikanischer Abstammung.
Von den 12.697 Haushalten hatten 30,4 Prozent Kinder und Jugendliche unter 18 Jahren, die bei ihnen lebten. In 58,4 Prozent lebten verheiratete, zusammen lebende Paare, 9,5 Prozent waren allein erziehende Mütter, 28,8 Prozent waren keine Familien, 26,5 Prozent aller Haushalte waren Singlehaushalte und in 12,7 Prozent lebten Menschen im Alter von 65 Jahren oder darüber. Die Durchschnittshaushaltsgröße betrug 2,39 und die durchschnittliche Familiengröße betrug 2,87 Personen.
22,5 Prozent der Bevölkerung waren unter 18 Jahre alt, 8,2 Prozent zwischen 18 und 24, 28,2 Prozent zwischen 25 und 44, 25,2 Prozent zwischen 45 und 64 und 15,8 Prozent waren 65 Jahre oder älter. Das Durchschnittsalter betrug 39 Jahre. Auf 100 weibliche Personen kamen 98 männliche Personen und auf Frauen im Alter von 18 Jahren und darüber kamen 95,2 Männer.
Das jährliche Durchschnittseinkommen eines Haushalts betrug 27.475 USD, das Durchschnittseinkommen einer Familie 34.359 USD. Männer hatten ein Durchschnittseinkommen von 26.913 USD, Frauen 19.022 USD. Das Prokopfeinkommen betrug 15.321 USD. 12,0 Prozent der Familien und 15,6 Prozent der Einwohner lebten unterhalb der Armutsgrenze.

## Orte im Marion County
- Barnesville
- Bear Creek
- Bexar
- Brilliant
- Brookside
- Fairview
- Fulton Bridge
- Glen Allen
- Goddard
- Gold Mine
- Guin
- Gu-Win
- Hackleburg
- Haleyville
- Hamilton
- Lumbull
- New Hope
- Pea Ridge
- Pearces Mills
- Pigeye
- Pikeville
- Piney Grove
- Pleasant Ridge
- Rock City
- Shottsville
- South Haleyville
- Stinson
- Sunny Home
- Texas
- Tucker
- Twin
- Weston
- Whitehouse
- Wiginton
- Winfield
- Yampertown